# Kabul sụp đổ (2021)
Taliban tiến vào Kabul hay còn gọi là trận Kabul năm 2021, đôi khi được mô tả là Kabul sụp đổ/Kabul thất thủ (tiếng Anh: Fall of Kabul), là đỉnh cao của cuộc tấn công của Taliban năm 2021 trong chiến tranh Afghanistan, bắt đầu từ năm 2001. Nó đạt đến đỉnh điểm vào ngày 15 tháng 8 năm 2021, khi các lực lượng của Taliban xâm nhập thủ đô Kabul, chỉ vài giờ sau khi Tổng thống Ashraf Ghani trốn khỏi đất nước và từ bỏ chính phủ Afghanistan. Tuần tự từng thủ phủ các tỉnh của Afghanistan đã bị chiếm trong bối cảnh quân đội Hoa Kỳ đang rút khỏi nước này, hoàn tất vào cuối tháng 8 năm 2021.
Các cuộc đàm phán căng thẳng đã diễn ra giữa phái đoàn Taliban và các quan chức Afghanistan. Taliban yêu cầu có sự chuyển giao quyền lực một cách hòa bình và chính phủ đã tuyên bố sẵn sàng tuân theo. Tuy nhiên, chính phủ đã yêu cầu chuyển giao quyền lực cho một chính phủ chuyển tiếp, trong khi Taliban mong muốn được chuyển giao quyền lực một cách hoàn toàn. Lực lượng NATO vẫn duy trì sự hiện diện ở Kabul. nhưng sau đó cũng phải tháo chạy.

## Bối cảnh

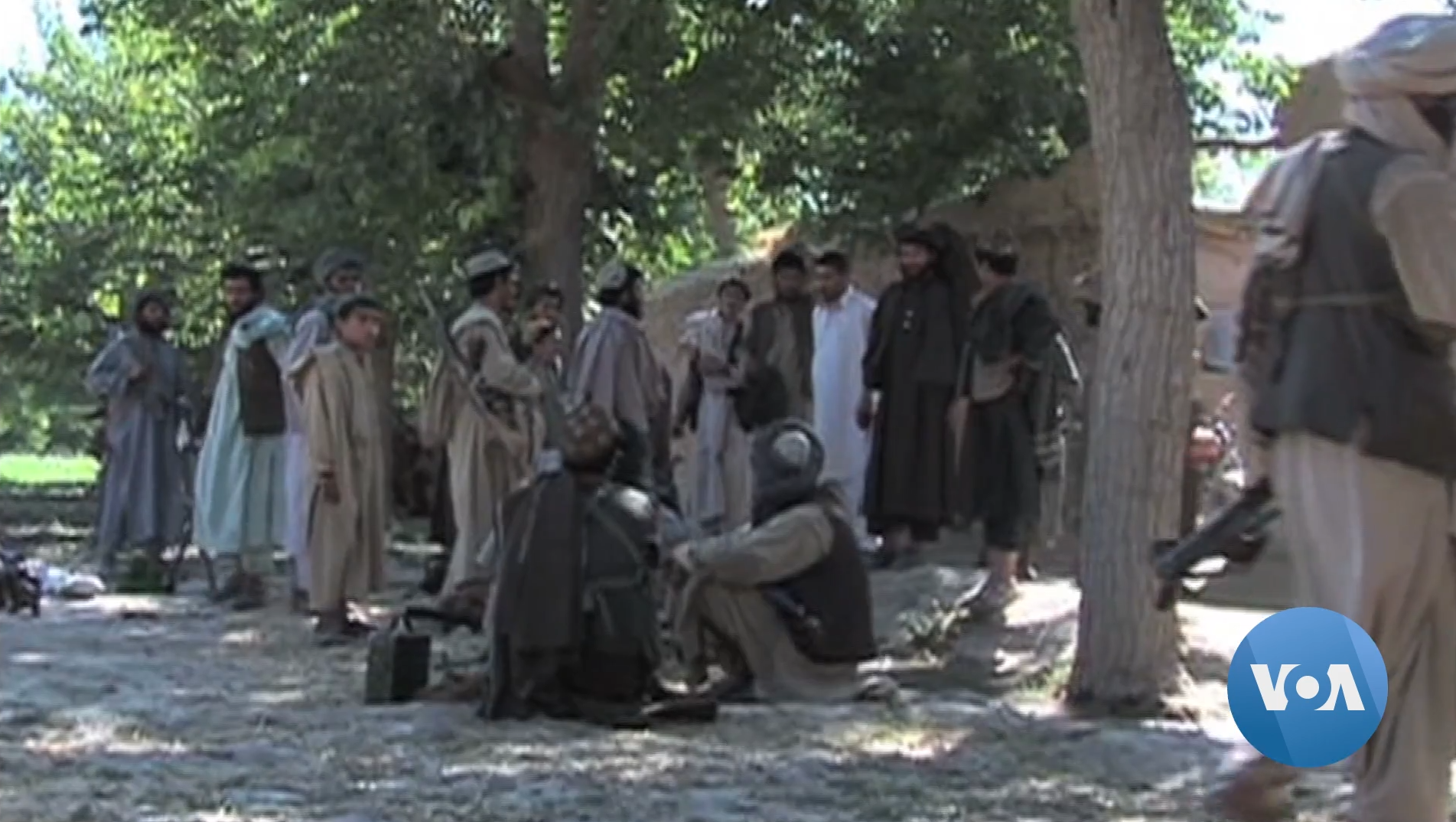
Taliban là một tổ chức Hồi giáo quân sự

Taliban và các nhóm chiến binh đồng minh bắt đầu tấn công trên diện rộng vào ngày 1 tháng 5 năm 2021, đồng thời với việc rút hầu hết quân đội Mỹ khỏi Afghanistan. Sau thất bại nhanh chóng trên khắp đất nước, Quân đội Quốc gia Afghanistan rơi vào tình trạng hỗn loạn và chỉ có hai đơn vị còn hoạt động vào giữa tháng 8: Quân đoàn 201 và Sư đoàn 111, cả hai đều đóng tại Kabul. Bản thân thành phố thủ đô đã bị bao vây sau khi lực lượng Taliban chiếm được Mihtarlam, Sharana, Gardez, Asadabad và các thành phố khác cũng như các quận ở phía đông. Trong những ngày trước khi bị bao vây, tình hình Kabul trở nên tồi tệ nhanh chóng. Các quan chức Hoa Kỳ đã đưa ra một dự báo vào đầu tháng Tám rằng Kabul có thể cầm cự trong vài tháng, nhưng tuần lễ của cuộc bao vây đưa ra dự báo nghiệt ngã hơn; 5 ngày trước khi Taliban đến Kabul, kỳ vọng đã giảm sút và các phân tích cho rằng Kabul sẽ chỉ tồn tại trong "30 đến 90 ngày", và chỉ sau hai ngày, các quan chức cho rằng thành phố sẽ thất thủ trong 1 tuần.

## Sơ tán, chiến đấu và đàm phán

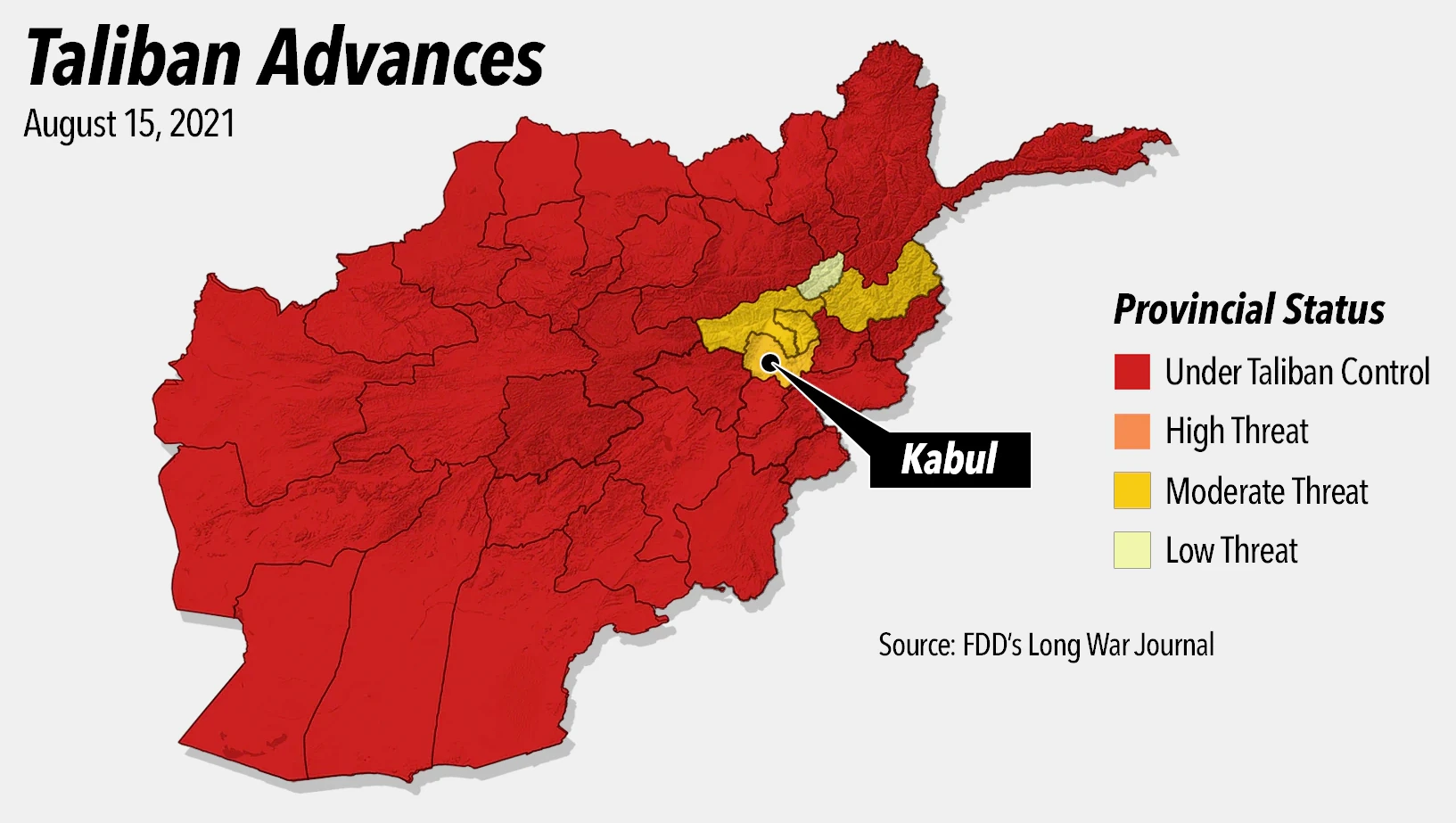
Taliban kiểm soát Afghanistan trước khi bao vây thủ đô Kabul

Sau khi Herat thất thủ vào ngày 12 tháng 8, chính phủ Hoa Kì và Vương quốc Anh tuyên bố triển khai lần lượt 3.000 và 600 quân của họ tới sân bay Kabul, để đảm bảo việc vận chuyển công dân của họ, nhân viên đại sứ quán và thường dân Afghanistan từng làm việc với các lực lượng liên minh ra khỏi đất nước. Các quan chức cho biết đợt triển khai đầu tiên sẽ diễn ra trong 24 đến 48 giờ và sẽ hoàn thành vào cuối tháng.
Vào ngày 15 tháng 8, Bộ chỉ huy Taliban chính thức ra lệnh cho các lực lượng của họ ngừng tiến công tại các cửa ngõ của Kabul, tuyên bố rằng họ sẽ không chiếm thành phố bằng vũ lực, mặc dù quân nổi dậy đã tiến vào vùng ngoại ô thủ đô. Người dân địa phương báo cáo rằng các chiến binh Taliban đang tiến vào các khu vực đô thị bất kể tuyên bố chính thức của các nhà lãnh đạo của họ. Sau một số cuộc đụng độ, quân nổi dậy đã chiếm được nhà tù Pul-e-Charkhi, và thả tất cả các tù nhân, bao gồm cả Daesh và các tay súng Al-Qaeda bị bắt. Các chiến binh Taliban đã giương cao lá cờ của họ ở một số khu vực trong thành phố, và gây sức ép buộc một số cảnh sát giao nộp tất cả vũ khí. Sân bay Bagram và Cơ sở giam giữ Parwan, nơi giam giữ 5000 tù nhân, cũng rơi vào tay Taliban.
Giữa cuộc tấn công của Taliban vào thủ đô, các máy bay của quân đội Hoa Kỳ Boeing CH-47 Chinook and Sikorsky UH-60 Black Hawk và trực thăng Boeing Vertol CH-46 Sea Knight của Bộ Ngoại giao Mỹ đã hạ cánh xuống đại sứ quán Mỹ ở Kabul để thực hiện sơ tán khi các nhà ngoại giao được cho là đang nhanh chóng cắt nhỏ tài liệu mật. Dân thường của thành phố trở nên hoảng loạn, và nhiều người vội vã chạy về nhà của họ hoặc đến sân bay vẫn do chính phủ quản lý. Chính phủ Đức thông báo rằng họ đã gửi máy bay Airbus A400M Atlas với một đội ngũ lính dù để di tản. Chính phủ Đức tuyên bố thêm rằng họ sẽ tìm kiếm sự chấp thuận cần thiết của quốc hội sau khi nhiệm vụ hoàn thành, do tình hình cấp bách. Thủ tướng Albania Edi Rama thông báo rằng chính phủ của ông đã chấp nhận yêu cầu của Mỹ để phục vụ như một trung tâm trung chuyển cho những người sơ tán. Chính phủ Ý được cho là đã chuyển các nhân viên đại sứ quán cũng như gia đình của 30 nhân viên Afghanistan đến sân bay Kabul dưới sự bảo vệ của Carabinieri để chuẩn bị sơ tán. Chính phủ Ấn Độ được cho là đã yêu cầu máy bay Boeing C-17 Globemaster III chuẩn bị sơ tán nhân viên ngoại giao Ấn Độ, nhưng đã đoán trước rằng Taliban sẽ mất nhiều thời gian hơn để chiếm Kabul.
Bộ Nội vụ Afghanistan trong một tuyên bố cho biết Tổng thống Afghanistan Ashraf Ghani đã quyết định từ bỏ quyền lực và một chính phủ lâm thời do Taliban lãnh đạo sẽ được thành lập. Sau đó, giao tranh đã tàn, mặc dù nhiều thường dân vẫn sợ hãi và ẩn náu trong nhà của họ. Đến 11:17 CET, các nhà đàm phán Taliban được cho là đã đến dinh tổng thống để bắt đầu chuyển giao quyền lực. Mặc dù các cuộc đàm phán căng thẳng, chính phủ tuyên bố sẵn sàng giao nộp Kabul một cách hòa bình cho quân nổi dậy, và kêu gọi dân thường giữ bình tĩnh.
Sau đó cùng ngày, các bản tin của Afghanistan và Ấn Độ cho rằng Ashraf Ghani đã rời Afghanistan cùng với Phó Tổng thống Amrullah Saleh ; cả hai được cho là đã bay đến Tajikistan. Dinh tổng thống Kabul, Arg, đã được sơ tán bằng trực thăng. Trong khi đó, người đồng sáng lập Taliban, Abdul Ghani Baradar đã đến sân bay Kabul để chuẩn bị tiếp quản chính phủ. Vào khoảng 8:30 tối theo giờ địa phương, báo cáo xuất hiện rằng đại sứ quán Hoa Kỳ đang phát hỏa. Đại sứ quán ra tuyên bố hướng dẫn công dân Hoa Kỳ trong khu vực đến nơi trú ẩn tại chỗ. Ngoại trưởng Antony Blinken thông báo rằng đại sứ quán sẽ được chuyển đến sân bay Kabul. Nhiều quốc gia khác đã công bố kế hoạch sơ tán đại sứ quán của họ, bao gồm Tây Ban Nha, Đức, Vương quốc Anh và Hà Lan.
Vào lúc 8:55 tối theo giờ địa phương, Taliban tuyên bố rằng họ đã chiếm Arg mà Tổng thống Ghani đã bỏ mặc trước đó cùng ngày. Người ta cho rằng tất cả các nhân viên khác của dinh Tổng thống đã được lệnh rời đi sau khi Ghani rời đi. Vào khoảng 9 giờ 12 phút tối theo giờ địa phương, có thông tin cho rằng Taliban sẽ sớm tuyên bố với danh nghĩa Tiểu vương quốc Hồi giáo Afghanistan từ dinh tổng thống, trở lại biểu tượng chính thức của chính quyền Taliban từ năm 1996 đến 2001.
Vào khoảng 23:00 giờ địa phương, Ghani đăng trên Facebook rằng ông đã bỏ trốn để tránh một trận huyết chiến và rằng "Taliban đã chiến thắng với sự hỗ trợ của kiếm và súng của họ".
Càng về sau, công tác sơ tán ở sân bay Kabul càng lúng túng và gặp nhiều trở ngại về an ninh. Ngày 26/08/2021, các thành viên cảm tử của tổ chức Nhà Nước Hồi Giáo ISIS đã trà trộn và đánh bom cảm tử gây tử vong nhiều chiến binh Mỹ và thường dân. Phát ngôn Taliban không nhận trách nhiệm về sự cố này.

## Ảnh hưởng tới dân thường
Một số người dân địa phương, đặc biệt là phụ nữ, lo sợ về sự phục hồi của chế độ Taliban và một số báo cáo rằng họ cảm thấy bị phản bội. Theo báo cáo, các đường phố ở Kabul bị tắc nghẽn do người dân đổ xô về phía sân bay, một số bỏ xe để đi bộ qua dòng chảy giao thông. Các chuỗi xếp hàng dài đã được báo cáo bên ngoài sân bay và các đại sứ quán nước ngoài, với những người dân chờ đợi trong cái nóng với hy vọng có thể được cấp thị thực hoặc sắp xếp lên các chuyến bay ra khỏi Afghanistan. Một số ít cư dân đã ăn mừng cuộc tiến công của Taliban. Một ngày trước khi sụp đổ, giám đốc Phòng thí nghiệm chính sách Afghanistan Timor Sharan nói với Radio Free Europe / Radio Liberty rằng "đi mua sắm trong thành phố hôm nay, tôi cảm thấy mọi người bị kìm kẹp bởi cảm giác bị mắc kẹt; bị mắc kẹt trong một tương lai không chắc chắn và không bao giờ có thể mơ ước, khao khát, suy nghĩ và tin tưởng nữa."

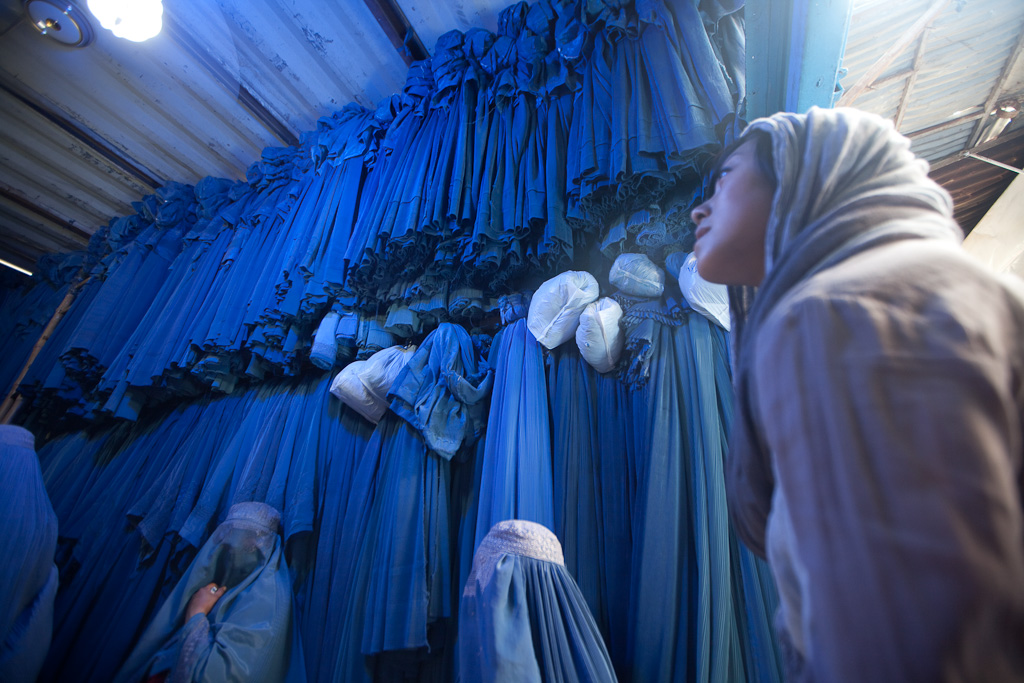
Chadaree được bán ở Afghanistan.

Có thông tin cho rằng doanh số bán áo burqa (được gọi là chadaree ở Afghanistan) đã tăng vọt trong những ngày dẫn đến sự xuất hiện của Taliban, với giá của một chiếc tăng từ 200؋.lên tới 3000 ؋, vì lo ngại rằng Taliban sẽ tái áp đặt việc mặc nó như là bắt buộc đối với phụ nữ và sẽ tiêu diệt những phụ nữ từ chối mặc burqa. Một phụ nữ Kabul nói với The Guardian rằng các sinh viên nữ đã được sơ tán khỏi ký túc xá trường đại học của họ trước khi Taliban có thể tiếp cận họ và những phụ nữ có trình độ đại học trên khắp thành phố đã giấu đi bằng tốt nghiệp của mình. Các cửa hàng trong thành phố được ghi nhận là đã bắt đầu sơn lại và gỡ bỏ các quảng cáo có phụ nữ.
Người dân cho biết giá thực phẩm tăng mạnh. Có thông tin cho rằng một số lượng đáng kể các nhà cung cấp ở Kabul đang cố gắng thanh lý kho hàng của họ với hy vọng huy động đủ tiền để thoát khỏi đất nước. Người ta cũng lo ngại về việc hàng nghìn người tị nạn đã chạy trốn khỏi các cuộc tiến công của Taliban ở những nơi khác trên Afghanistan và hiện đang mắc kẹt ở Kabul.

## Phản ứng
Cựu Tổng thống Afghanistan Hamid Karzai đã công khai thúc giục một quá trình chuyển giao quyền lực một cách hòa bình, hứa rằng ông sẽ ở lại Kabul với các cô con gái nhỏ của mình. Một số quan chức Afghanistan đổ lỗi cho sự sụp đổ do chính phủ Ghani. Chủ tịch Hội đồng Hòa giải Quốc gia Afghanistan Abdullah Abdullah tố cáo việc Ghani bỏ trốn khỏi Afghanistan, nói rằng "Tổng thống của Afghanistan đã rời Afghanistan, khiến đất nước rơi vào hoàn cảnh khó khăn này. Chúa nên yêu cầu ông ấy phải chịu trách nhiệm." Bismillah Khan Mohammadi, cựu tham mưu trưởng ANA và Bộ trưởng Quốc phòng lâm thời, đã tweet "Họ đã trói tay chúng tôi từ phía sau và bán đứng đất nước này. Nguyền rủa Ghani và băng đảng của hắn. " Nhà lãnh đạo Công giáo, Giáo hoàng Francis đã đưa ra một tuyên bố nói rằng ông chia sẻ "sự quan tâm nhất trí đối với tình hình ở Afghanistan" và kêu gọi cầu nguyện cho hòa bình..

### Chính phủ
Chủ tịch Ủy ban Lựa chọn Đối ngoại của Quốc hội Anh Tom Tugendhat tuyên bố rằng sự sụp đổ là "thảm họa chính sách đơn lẻ lớn nhất kể từ vụ kênh đào Suez". Thủ tướng Boris Johnson thông báo rằng ông sẽ triệu tập lại quốc hội để tranh luận về tình hình. Vào chiều ngày 15 tháng 8, nội các Anh đã tổ chức một cuộc họp COBRA khẩn cấp, sau đó là một tuyên bố công khai từ Johnson, trong đó ông tuyên bố rằng tình hình là "cực kỳ khó khăn" và "chúng tôi đã biết từ lâu đây là cách mọi thứ sẽ diễn ra." Johnson tuyên bố thêm rằng cộng đồng quốc tế không nên công nhận chính phủ Taliban và cần phải "ngăn chặn Afghanistan trở thành nơi sinh sôi của khủng bố." Chính phủ Pháp thông báo sẽ tổ chức cuộc họp khẩn cấp của Hội đồng Quốc phòng vào ngày 16/8 do Tổng thống Emmanuel Macron chủ trì để giải quyết tình hình.
Chính phủ Canada thông báo rằng họ sẽ đình chỉ các hoạt động của đại sứ quán ở Afghanistan. Ann Linde, Bộ trưởng Bộ Ngoại giao Thụy Điển, tuyên bố rằng sự sụp đổ của chính phủ Afghanistan đã "diễn ra nhanh hơn nhiều so với dự đoán của bất kỳ ai." Đài truyền hình công cộng Sveriges Radio đưa tin thêm rằng đại sứ quán Thụy Điển đang sơ tán nhân viên của mình. Ngoại trưởng Áo Alexander Schallenberg cảnh báo rằng "xung đột và bất ổn trong khu vực sớm muộn sẽ tràn sang châu Âu."
Bộ trưởng Ngoại giao Pakistan nêu rõ "quan ngại về tình hình xấu đi ở Afghanistan" nhưng nói rằng Pakistan không có ý định đóng cửa đại sứ quán của mình ở Kabul. Liên minh châu Âu bày tỏ lo ngại về một cuộc khủng hoảng di cư có thể xảy ra mặc dù Margaritis Schinas, và Tổng thống Mỹ Joe Biden tuyên bố rằng sự hiện diện liên tục của quân đội Mỹ ở Afghanistan "sẽ không tạo ra sự khác biệt" nếu quân đội Afghanistan không thể duy trì quyền kiểm soát đất nước. Đại sứ quán Nga tại Kabul tuyên bố rằng họ sẽ không sơ tán hoặc đóng cửa đại sứ quán, với một phát ngôn viên của Taliban đảm bảo sự an toàn của đại sứ quán này. Chính phủ Nga cho biết thêm rằng các cuộc đàm phán đang được tiến hành để tổ chức một cuộc họp khẩn cấp của Hội đồng Bảo an Liên hợp quốc để thảo luận về tình hình.

### Các doanh nghiệp
Hãng hàng không của Các Tiểu vương quốc Ả Rập Thống nhất Flydubai thông báo sẽ tạm ngừng các chuyến bay đến Kabul vào ngày 16/8. Một chuyến bay của Emirates Airlines đến Kabul đã bị chuyển hướng và sau đó quay trở lại Dubai.

## Đánh giá

### So sánh với Sài Gòn sụp đổ
Các sự kiện này được một số nhà bình luận so sánh với Sự kiện 30 tháng 4 năm 1975 vào cuối Chiến tranh Việt Nam vào tháng 4 năm 1975. Một tháng trước khi Taliban đến Kabul, Tổng thống Mỹ Joe Biden đã bác bỏ sự so sánh này, nói rằng: "Taliban không phải là Quân đội Bắc Việt... Các bạn sẽ không thấy có trường hợp trực thăng đưa người ta rời khỏi mái nhà của đại sứ quán Hoa Kỳ ở Afghanistan. Hoàn toàn không thể so sánh được."
Các phóng viên cho rằng những bình luận này, đến hiện tại nhìn lại, đã hoàn toàn trái ngược với thực tế, vì nhân viên đại sứ quán đã đốt tài liệu và "hình ảnh máy bay trực thăng bay lơ lửng phía trên khu nhà, đưa các nhà ngoại giao đến sân bay" ít hơn một tháng sau. Chuẩn đô đốc Mỹ Lawrence Chambers, người đã ra lệnh đẩy trực thăng khỏi tàu USS Midway trong Chiến dịch Gió lốc để dọn đường cho nhiều máy bay di tản từ Sài Gòn hơn hạ cánh, đã tuyên bố rằng "những gì đang xảy ra bây giờ còn tồi tệ hơn những gì đã xảy ra ở Việt Nam", ông nói rõ thêm, "[Ở Việt Nam] chúng ta đã cố gắng mang theo người đã làm việc với chúng ta nhiều nhất có thể... (khoảng 130.000 người Việt Nam đã di tản cùng với nhân viên Mỹ vào tháng 4 năm 1975) còn ở Afghanistan, chúng ta đang bỏ rơi những người đã ủng hộ chúng ta khi ta còn ở đó." Nhà báo Nick Turse lập luận rằng "nếu không có sự đánh giá lại thực sự khoảng thời gian này, Mỹ có nguy cơ rơi vào tình trạng lặp lại chuyện cũ, mà một ngày nào đó, có thể khiến các thất bại quân sự ở Đông Nam và Tây Nam Á trở nên cực kỳ nhỏ bé."
Vào ngày Taliban tiến vào Kabul, ngoại trưởng Mỹ Antony Blinken tiếp tục bác bỏ sự so sánh với Sài Gòn. Ông nói trên một cuộc phỏng vấn ABC This Week rằng "đây rõ ràng không phải là Sài Gòn. Chúng ta đến Afghanistan cách đây 20 năm với một nhiệm vụ, đó là đối phó với những kẻ đã tấn công chúng ta vào ngày 11/9, và nhiệm vụ đó đã thành công." Bất chấp sự sụp đổ của Kabul, 5.000 lính Mỹ vẫn ở lại thành phố cùng với một số nhân viên đại sứ quán Mỹ. Người ta cũng xác nhận rằng quân đội NATO vẫn có mặt tại sân bay quốc tế Hamid Karzai. Cùng ngày, chính phủ Mỹ cho phép triển khai thêm 1.000 binh sĩ tới Afghanistan, nâng tổng số lính Mỹ tại Kabul lên 6.000 người.